# 阿尔内·尼尔松
阿尔内·尼尔松（丹麥語：Arne Nielsson，1962年5月11日—），丹麦男子皮划艇运动员。他曾代表丹麦参加1988年、1992年和1996年夏季奥林匹克运动会皮划艇比赛，其中1992年奥运会获得一枚银牌。